# 毛鹤年
毛鹤年（1911年—1988年），男，北京人，中国电力工程学家，高级工程师。电力工业部副部长。第一至六届全国人大代表。
1933年毕业于北平大学工学院。1936年获美国普渡大学工程硕士学位。1980年当选为中国科学院院士（学部委员）。为中国电力建设事业做出了巨大贡献。

## 生平
1911年9月23日生于北京市。1929年9月入北平大学工学院电机系学习，1933年毕业后留校任助教。1934年赴美国留学。1936年获美国普渡大学工程硕士学位。同年10月，任德国西门子电工制造厂、克虏伯钢铁公司包贝发电厂见习工程师。1939年1月回国后，任昆明电工器材厂工程师。1940年2月，获聘为重庆大学教授。1946年6月，任冀北电力公司技术室主任、鞍山钢铁公司协理员兼动力所所长等职。
1948年2月鞍山解放后，于同年9月开始历任东北电管局、燃料工业部电业管理总局工程师、总工程师、计划处副处长。1953年5月起，任电力部设计管理局、设计院总工程师。1956年10月，任水电部电力建设总局、规划设计院总工程师。1957年，加入中国共产党。1979年起，任电力工业部副部长、高级工程师。兼任中国电机工程学会理事长、国家发明评选委员会委员、国际大电网会议中国国家委员会主席、华能国际电力开发公司董事长等职。
1980年当选为中国科学院院士（学部委员）。因患癌症医治无效，于1988年10月2日在北京逝世，终年78岁。